# Turó de la Bandera (Sant Fost de Campsentelles)
El Turó de la Bandera és una muntanya de 175 metres que es troba al municipi de Sant Fost de Campsentelles, a la comarca del Vallès Oriental.